# Oráčov
Oráčov (Duits: Woratschen) is een Tsjechische gemeente in de regio Midden-Bohemen en maakt deel uit van het district Rakovník. Het dorp ligt op zo'n 5,5 km afstand van Jesenice en op 11 km afstand van de stad Rakovník.
Oráčov telt 383 inwoners.

## Geografie
De gemeente bestaat uit twee dorpen:
- Oráčov
- Klečetné

## Etymologie
De naam van het dorp is afgeleid van de persoonsnaam Oráč en betekent hof van Oráč. In historische bronnen komt de naam van het dorp voor als Orachow (1295), Oraczow (1352), Oracziewa (1385), Woraczowa (1418), Woraczowie (1542), Woracziow (1595), Woratschen (1785) en Oracow/Woratschen (1854).

## Geschiedenis
De eerste schriftelijke vermelding van het dorp dateert van 1295, toen Odolenus de Orachow waarschijnlijk in een klein kasteel ten zuidwesten van het dorp woonde. Vanaf 1375 werd het dorp verdeeld over twee heren. Een van hen was van de familie Janovitz van het landgoed Sint Petersburg, die de rest van het dorp in 1414 wist te verwerven en bij het landgoed voegde.
Sinds 2003 is Oráčov een zelfstandige gemeente binnen het Rakovníkdistrict.

## Bezienswaardigheden

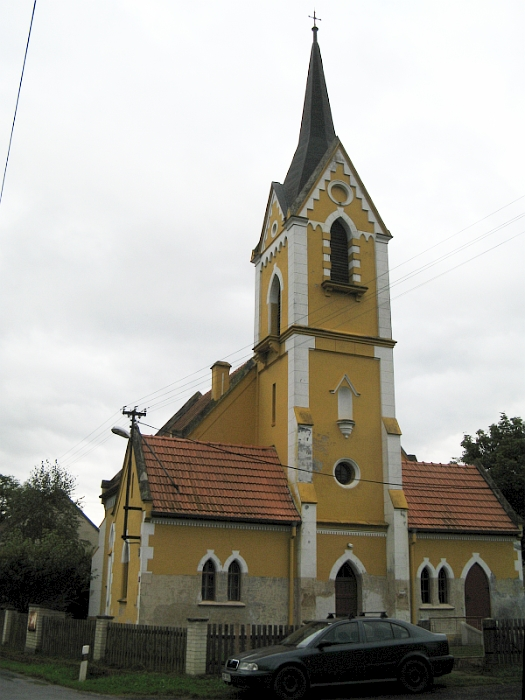
Evangelische kerk

- Kerk van Sint Jacobus de Meerdere op het dorpsplein;
- De restanten van het Oracov-kasteel op een heuvel in de bossen ten zuidwesten van het dorp;
- Kerkgebouw van de Evangelische Kerk van Tsjechische Broeders.[2]

## Verkeer en vervoer

### Autowegen
De weg II/228, van Jesenice naar Rakovník, loopt door de gemeente.

### Spoorlijnen
Station Oráčov ligt aan spoorlijn 161 Rakovník - Bečov nad Teplou. De lijn is een enkelsporige regionale lijn waarop het vervoer in 1897 begon in 1897. Doordeweeks stoppen er 14 treinen per dag; in het weekend 8.

### Buslijnen
Het dorp wordt bediend door een buslijn van Rakovník naar Jesenice en Žďár. Op werkdagen worden 5 ritten in beide richtingen gereden; in het weekend geen.

## Galerij

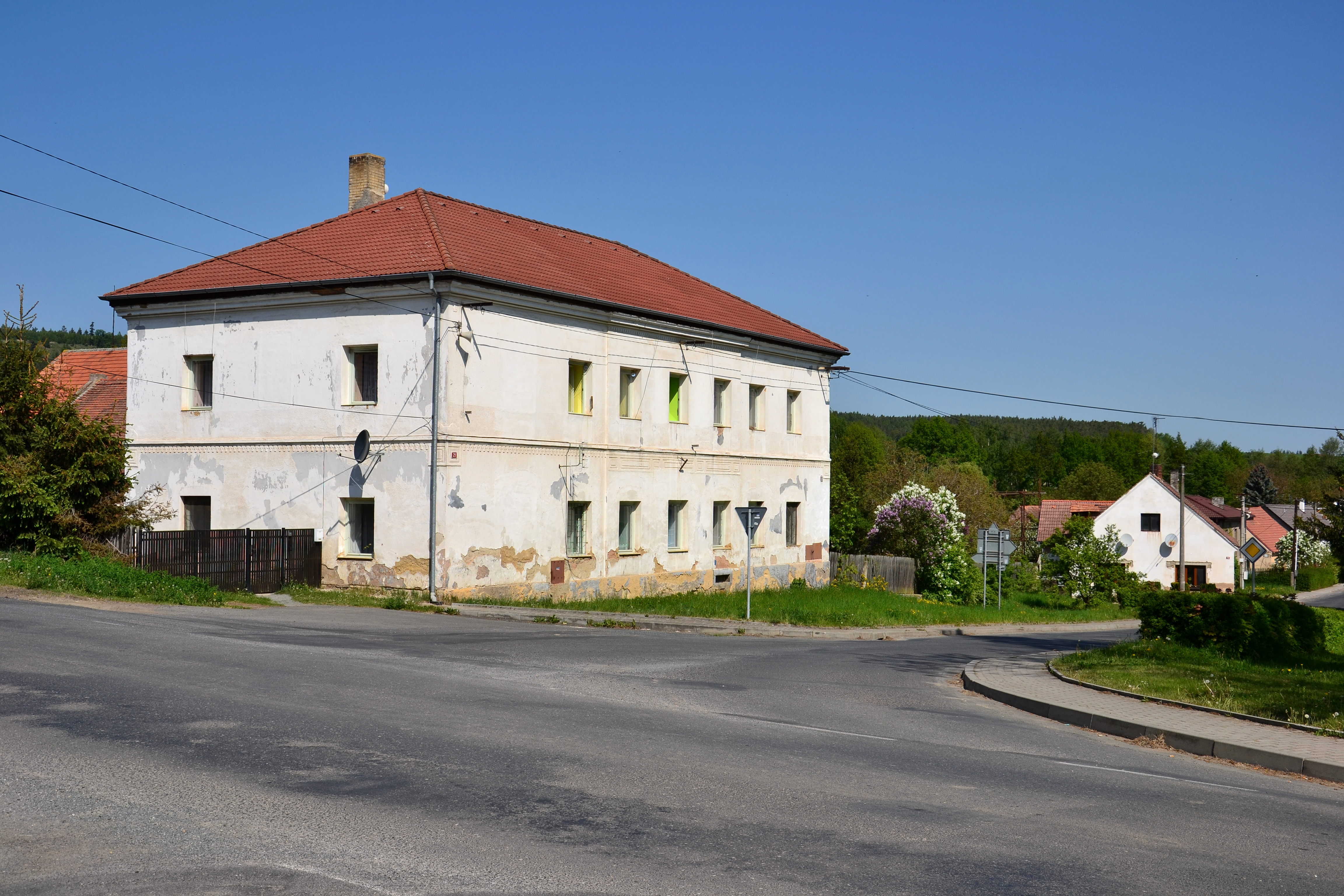
Huis bij het dorpsplein
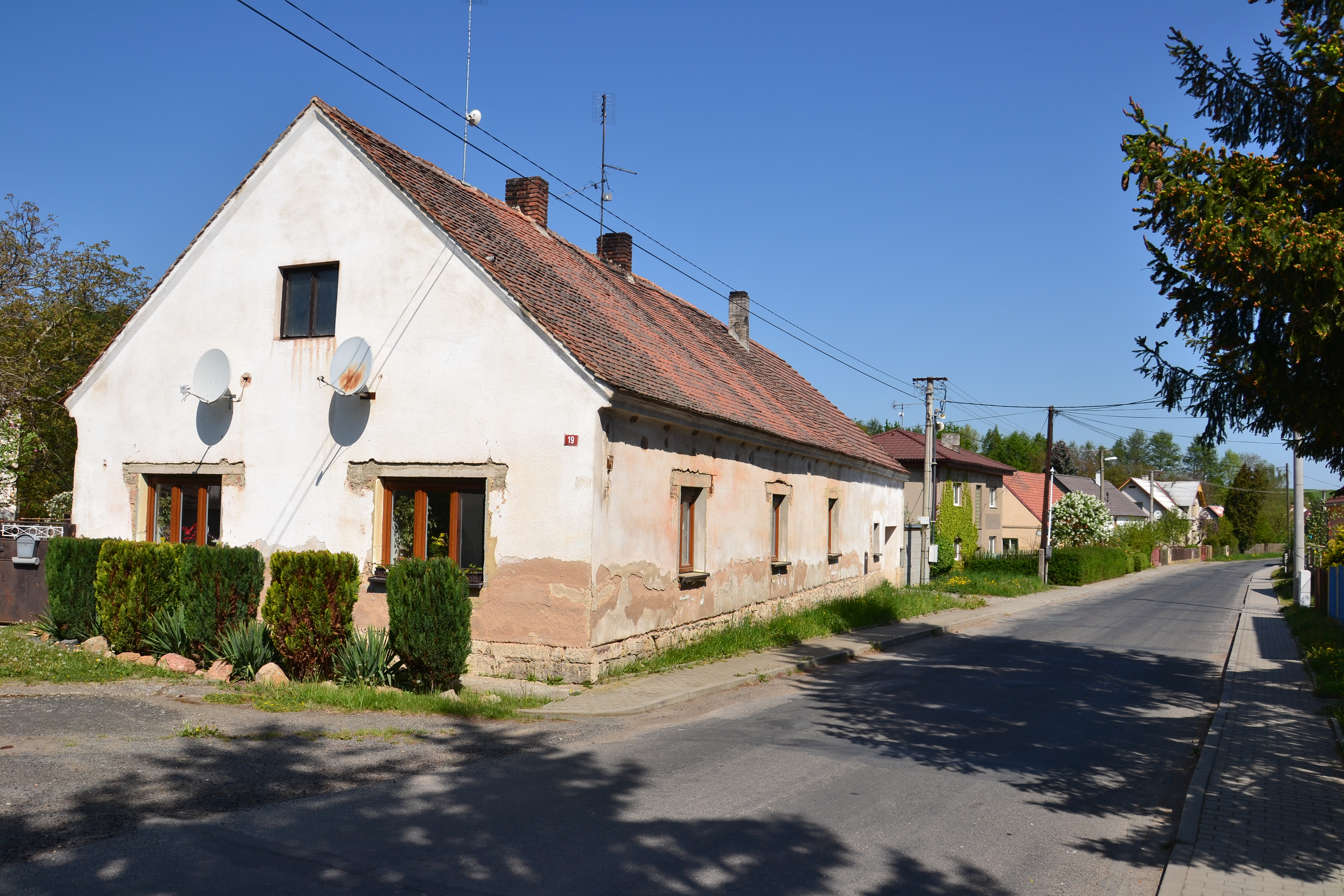
Huizen langs de weg naar Zderaz
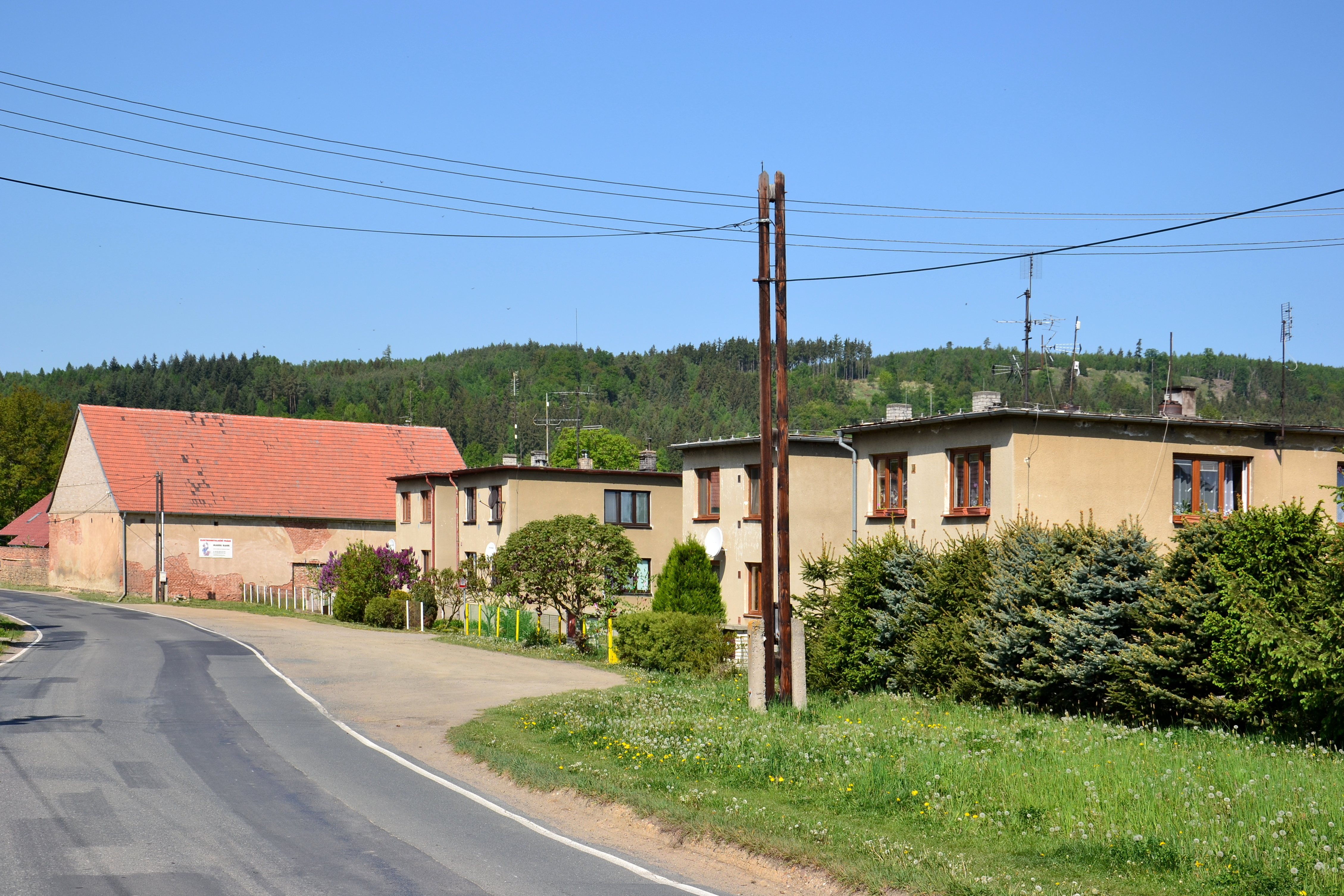
Straat in het westen van het dorp
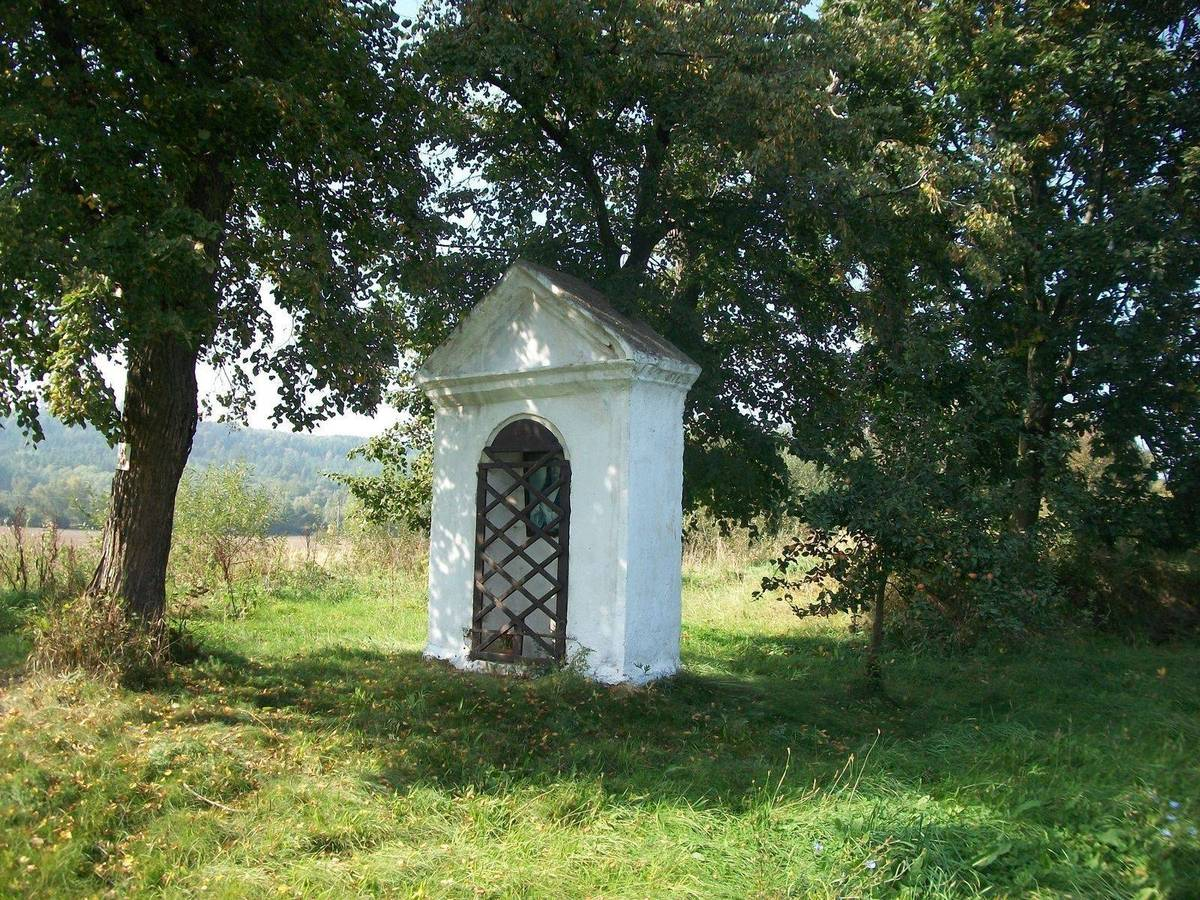
Schrijn in Oráčov
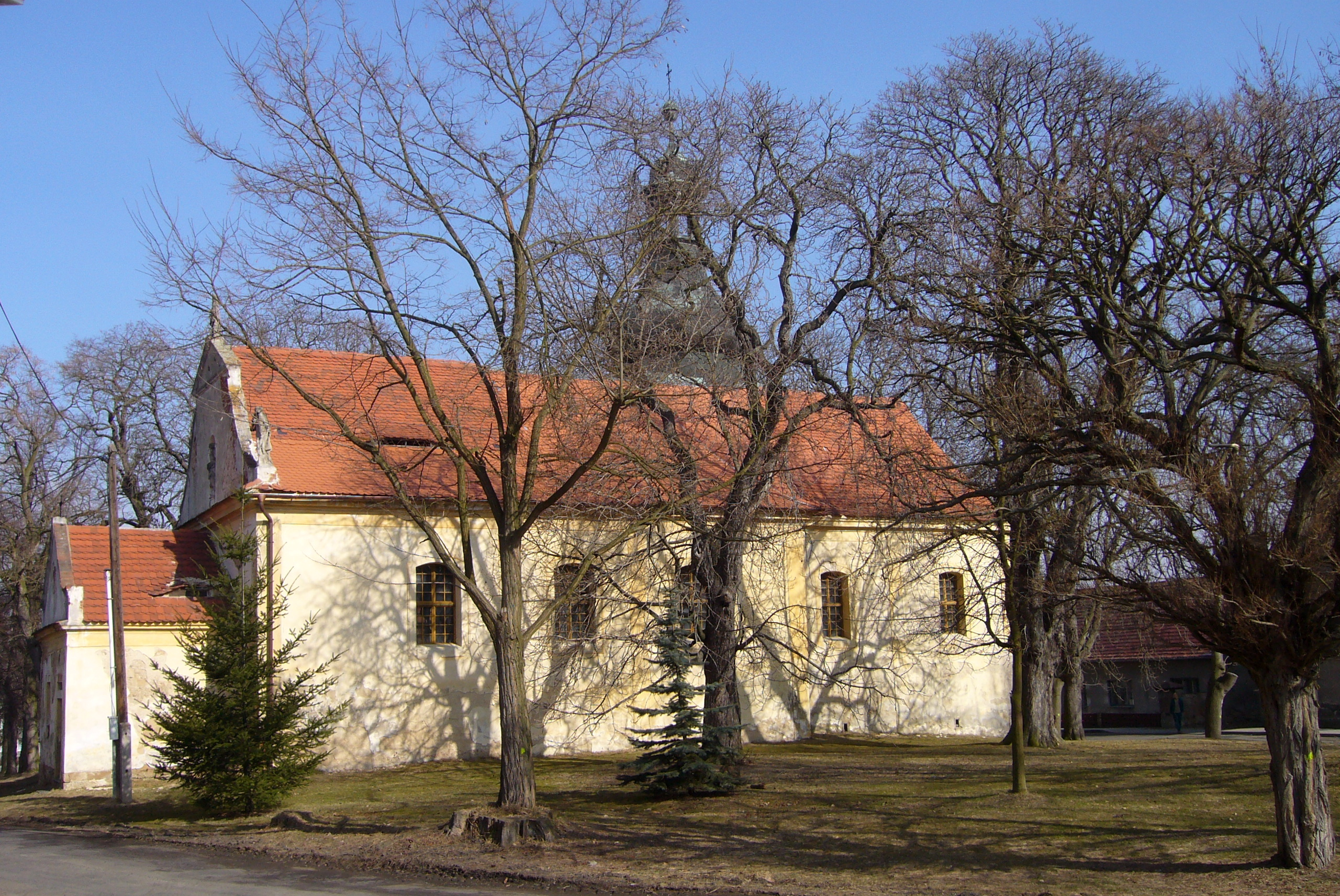
Kerk van Sint Jacobus de Meerdere
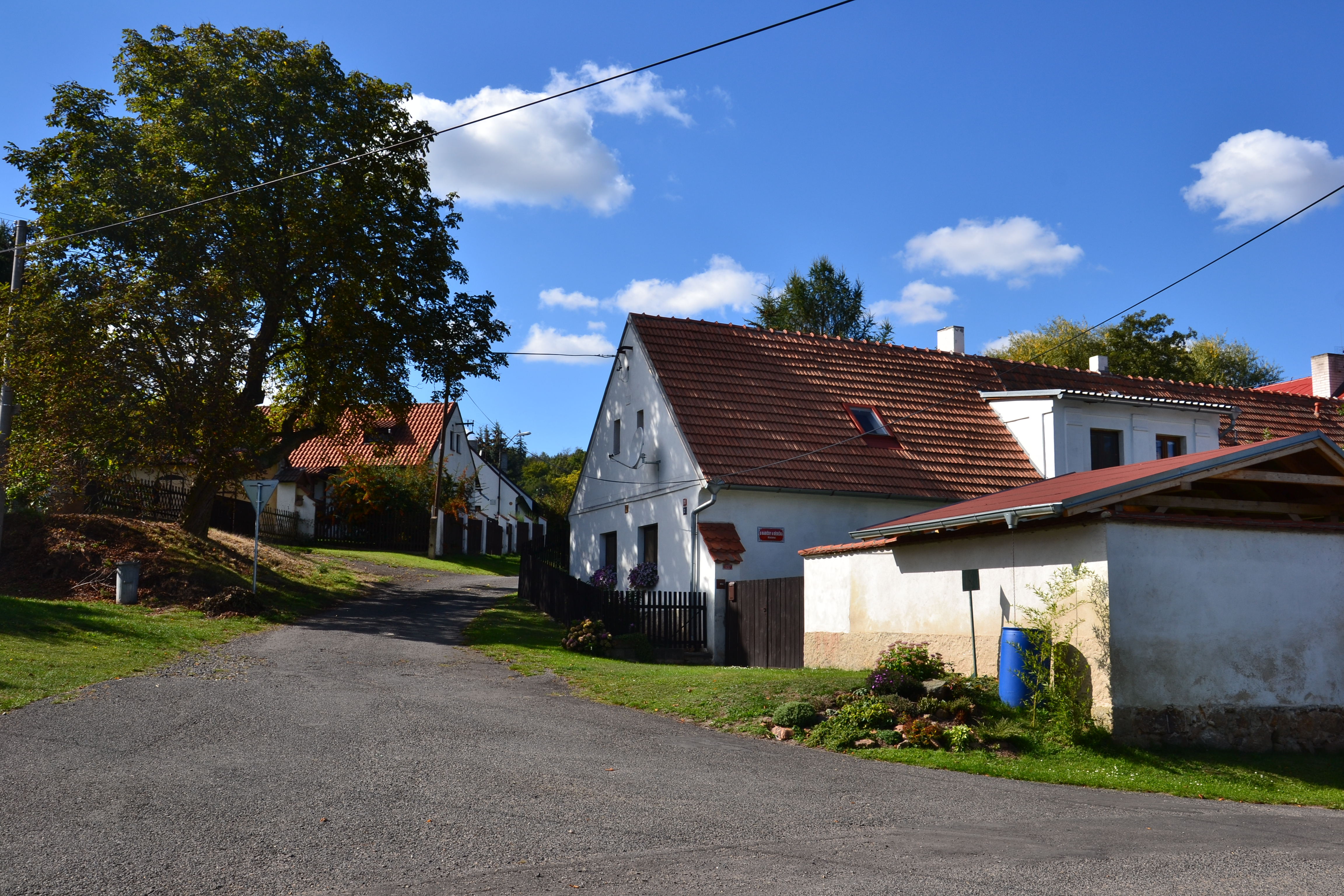
Huizen nabij de dorpsvijver van Klečetné
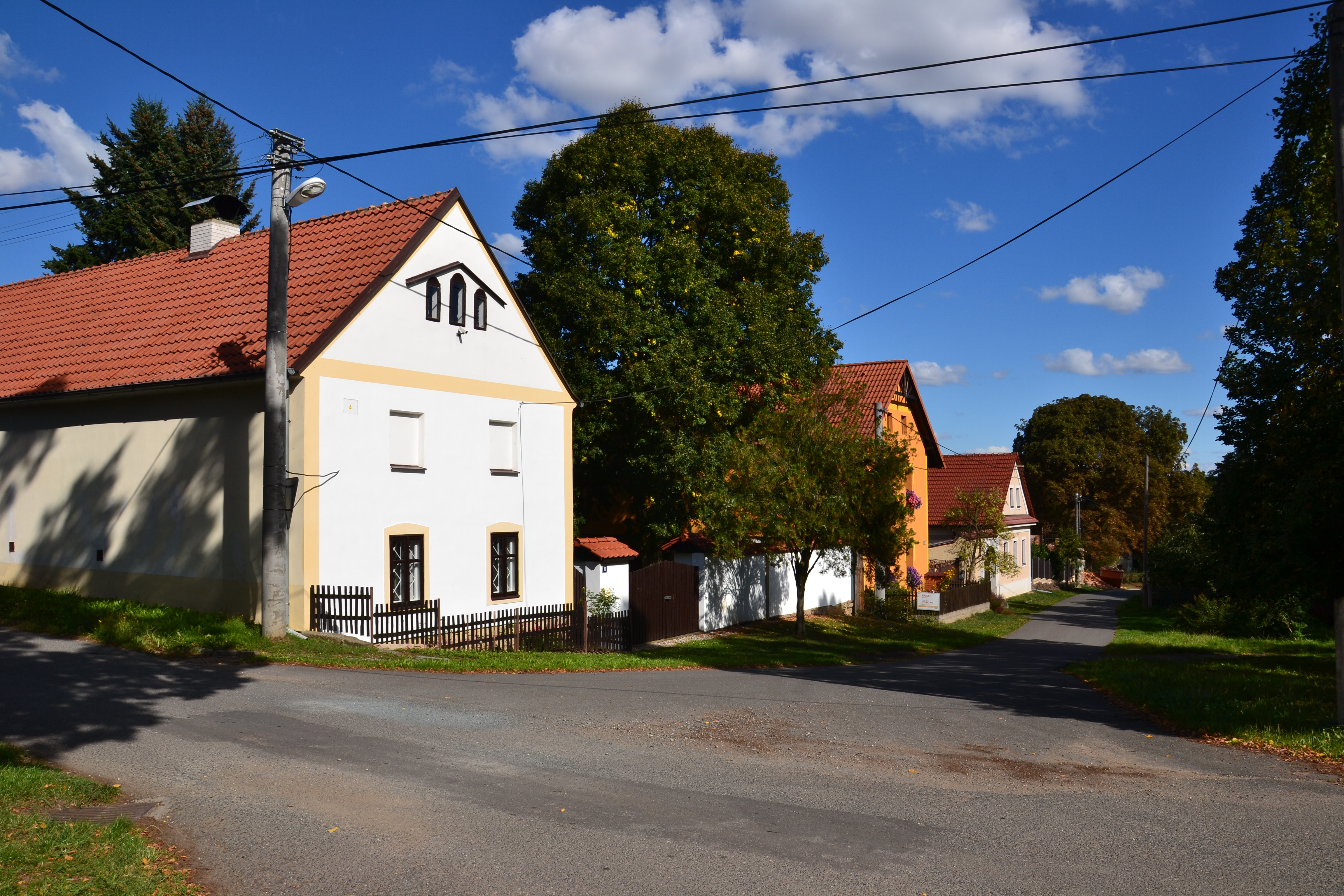
Straat in Klečetné